# 扎爾諾維察
扎爾諾維察（德語：Scharnowitz）為斯洛伐克班斯卡-比斯特里察州扎爾諾維察區的市及鎮級行政區，扎爾諾維察位於赫龍河河谷，至2005年，人口為6,501人。

## 歷史
扎爾諾維察最早可追溯至西元1332年。

## 地理
扎爾諾維察海拔為230（755英尺），面積30.4平方（11.7平方英里）位於斯洛伐克中部的齐亚尔盆地，於赫龍河畔，周圍有弗塔奇尼克山及什佳夫尼凯山環繞。

## 人口
根據2001年人口調查，全鎮共有6596居民，其中95.59%為斯洛伐克人，1.61%為羅姆人及0.73%的捷克人。宗教方面，78.73%信仰羅馬天主教，另有15.25%的人口無宗教信仰及1.32%信仰路德教派。

## 外部連結
- Municipal website （页面存档备份，存于） （斯洛伐克文）